# Invincible (Schiff, 1980)
Die HMS Invincible (von englisch invincible ‚unbesiegbar‘) war der älteste der drei britischen Flugzeugträger der nach ihr benannten Invincible-Klasse und das Flaggschiff der Royal Navy. Sie wurde auf der Vickers-Werft in Barrow-in-Furness auf Kiel gelegt und nach vier Jahren Bauzeit von Königin Elisabeth II. am 3. März 1977 getauft. Die Invincible wurde am 3. August 2005 im Hafen von Portsmouth außer Dienst gestellt und bis zum 10. September 2010 als Schiff der Reserve geführt. Im Februar 2011 wurde sie an eine türkische Recyclingfirma verkauft.
Das Schiff war der sechste Träger dieses Namens in der britischen Marine.

## Technik
Die Invincible war der erste Flugzeugträger der Welt, der von Anfang an als sogenannter STOVL-Träger für den Einsatz von Senkrechtstartern gedacht war. Daher war das Schiff weder mit Startkatapulten noch mit Fangseilen ausgestattet. Es besaß jedoch einen so genannten Ski-Jump, eine Art Sprungschanze, über die die Flugzeuge starteten. Zum Einsatz kamen Kampfflugzeuge des Typs Hawker Siddeley Harrier. Während sowohl das Prinzip der STOVL-Träger als auch der Harrier anfangs nicht immer ernst genommen wurde, demonstrierte die Royal Navy im Falklandkrieg die Effektivität dieser Systeme.

## Carrier Air Group
Der Invincible war ursprünglich eine permanente Carrier Air Group (CAG) zugewiesen. Diese bestand in der Regel aus 16 Kampfflugzeugen und vier Hubschraubern, wobei eine Aufstockung um zwei weitere Hubschrauber möglich war. Die CAG setzte sich ursprünglich wie folgt zusammen:
- 8 × Sea Harrier FA2 – Abfangjäger
- 8 × Harrier GR7/GR9 – Bomber
- 2 × Sea-King-Hubschrauber – Luftüberwachung
- 2 × Sea-King-Hubschrauber – Transport
- (2 × Lynx-Hubschrauber – Transport, ASW)

Ab Mitte der 1990er-Jahre ging die Royal Navy dazu über, die permanent den Flugzeugträgern zugewiesenen Carrier Air Groups durch flexible Tailored Air Groups zu ersetzen. Das bedeutet, dass die Anzahl und Art der Flugzeuge und Hubschrauber den individuellen Erfordernissen eines Einsatzes angepasst wurde.

## Einsätze

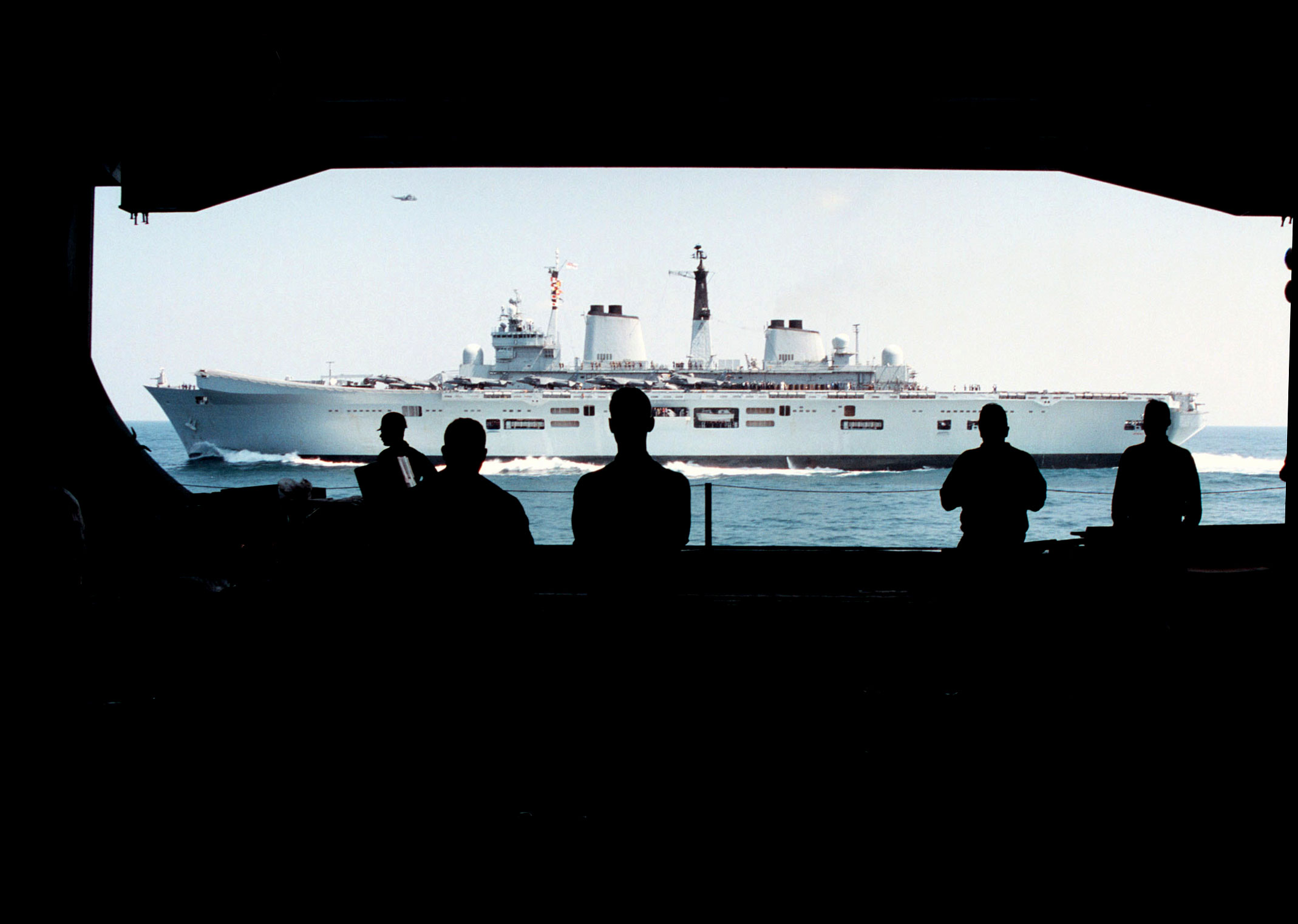
Die Invincible passiert den Flugzeugträger George Washington im Persischen Golf

Noch während sich der Träger auf Erprobungsfahrten im Nordatlantik befand, brach 1982 der Falklandkrieg aus. Gemeinsam mit dem Flugzeugträger Hermes wurde das Schiff in den Südatlantik entsandt, um die britische Rückeroberung der Inseln zu unterstützen. Innerhalb kurzer Zeit gelang es den 20 an Bord der beiden Träger stationierten Sea Harriern – davon acht auf der kleineren Invincible – die Luftüberlegenheit über den Falklandinseln zu gewinnen, ohne ein einziges Flugzeug im Luftkampf zu verlieren. Die Luftherrschaft konnten die Sea Harrier allerdings zu keinem Zeitpunkt erreichen. Im Laufe des Krieges wurden weitere acht Sea Harrier auf den beiden Trägern stationiert. Von den somit insgesamt eingesetzten 28 Sea Harrier gingen zwei durch die argentinische Luftabwehr und vier weitere durch Unfälle verloren. Ergänzend zu den Sea Harrier wurden außerdem Harrier Gr. 3 von der Royal Air Force eingeschifft, wovon ebenfalls zwei durch die argentinische Luftabwehr abgeschossen wurden. Ein weiterer Harrier Gr. 3 wurde von den Argentiniern beschädigt und erreichte seinen Träger nicht mehr, während ein vierter Harrier Gr. 3 bei einer zu harten Landung irreparabel beschädigt wurde. Der relative Erfolg der Harrier-Senkrechtstarter überzeugte auch die anfänglichen Kritiker, weshalb Großbritannien auf den geplanten Verkauf der Invincible an Australien verzichtete und zwei weitere Schiffe der Klasse beschaffte. In den darauf folgenden Jahren führten zudem auch einige weitere Staaten kleine Flugzeugträger mit Ski-Jump und Harrier-Flugzeugen ein.
Zwischen 1993 und 1999 war die Invincible regelmäßig in der Adria im Einsatz, unter anderem während des Kosovokrieges. Zusätzlich gab es seit 1991 regelmäßige Einsätze im Persischen Golf als Bestandteil der anglo-amerikanischen Standing Naval Force (Ocean Wave '97).
Ende 2003 kehrte der Träger nach einer über zweijährigen Modernisierung wieder in den aktiven Dienst zurück. Während des Umbaus wurden unter anderem die Flugabwehrgeschütze am Bug des Schiffes entfernt, um mehr Platz für die Flugzeuge zu schaffen. Zusätzlich erhielt das Schiff modernste Kommunikationseinrichtungen. Die Tonnage wurde von 20.600 auf 22.000 Tonnen erhöht.
Im Oktober 2004 agierte die Invincible als Flaggschiff beim NATO-Manöver Destined Glory im Mittelmeer. Der Flugzeugträger diente hierbei auch als Kommandozentrale der neu erschaffenen NATO Response Force. Zwischen Januar und Mai 2005 nahm das Schiff an mehreren Manövern im Mittelmeer und im Persischen Golf teil. Der Trägerverband der Invincible bestand dabei aus zwölf Schiffen, darunter auch eine französische Fregatte. Ihre letzte große Aufgabe war die Führung der internationalen Flottenparade im Solent am 28. Juni 2005.

## Außerdienststellung
Verhandlungen über einen vorzeitigen Verkauf an die indische Marine scheiterten im Sommer 2004. Am 1. August 2005 lief die Invincible zum letzten Mal in ihren Heimathafen Portsmouth ein, wo sie zwei Tage später offiziell außer Dienst gestellt wurde. Wie bei der Royal Navy üblich, verblieb das Schiff noch fünf Jahre offiziell im Bestand. Sie wurde weiterhin in deren Schiffsregister geführt und hatte offiziell den Status als Schiff der Reserve. Die Invincible war hierzu ursprünglich auf den Status R7 gesetzt worden, so dass die Reaktivierungszeit 90 Tage betrug. Mitte 2006 wurde die Zeit für die Reaktivierung jedoch auf 18 Monate heraufgesetzt und Teile der technischen Ausrüstung entfernt. Am 10. September 2010 wurde das Schiff aus der Reserve-Schiffsliste gestrichen und am 28. November des gleichen Jahres zum Verkauf zwecks Verschrottung freigegeben.
Das Schiff wurde am 12. April 2011 mithilfe von fünf Schleppern bei einer Abwrackwerft in Aliağa gestrandet. Die türkische Abwrackwerft konnte sich trotz eines niedrigeren Preises gegen ein Angebot eines chinesischen Unternehmens durchsetzen. Es wird davon ausgegangen, dass Großbritannien befürchtete, der Träger werde in einer chinesischen Werft instand gesetzt und wieder in Betrieb genommen.
Die Außerdienststellung der Invincible löste 2005 in Großbritannien eine Diskussion über die Sparpolitik der Regierung aus. Kritiker warfen der damaligen Labour-Regierung vor, durch die vorzeitige Außerdienststellung des 2003 runderneuerten Trägers die hohen Kosten für den Irak-Krieg ausgleichen zu wollen. Der damalige Oberbefehlshaber der Royal Navy, Sir Alan West, wies darauf hin, dass die Leistungsfähigkeit der britischen Streitkräfte durch diesen Schritt entscheidend geschwächt sei. Aufgrund der Modernisierung der Ark Royal stünde der Marine bis Ende 2006 mit der Illustrious nur ein einziger Flugzeugträger zur Verfügung, so dass im Fall einer Krise ein Engpass befürchtet wurde. Das Verteidigungsministerium wies diese Kritik als unbegründet zurück und betonte, dass die Invincible als Schiff der Reserve im Fall einer Krise jederzeit reaktiviert werden könne. Ferner seien die vorhandenen Kapazitäten bis zur Indienststellung der neuen Flugzeugträger der Queen-Elizabeth-Klasse ab 2014 vollkommen ausreichend.